# Абрахам Тедрос
Абрахам Тедрос (англ. Abraham Tedros, нар. 20 серпня 1993) — еритрійський футболіст, захисник. Виступав за клуби «Ред Сі», «Уніон Кельн» та «Кельн Воррінген», а також національну збірну Еритреї.

## Клубна кар'єра
У дорослому футболі дебютував 2008 року виступами за команду «Ред Сі», в якій провів три сезони. 
У 2011 році виїхав до Німеччини, де оселився в Кельні. Спочатку грав за «Уніон Кельн», в якому провів один сезон.
До складу клубу «Кельн Воррінген» приєднався 2012 року. 

## Виступи за збірну
2009 року дебютував у складі національної збірної Еритреї. У 2011 році провів два поєдинки за збірну в рамках кваліфікації чемпіонату 2014 року.
У 2010 році взяв участь у молодіжному кубку КЕСАФА. На цьому турнірі з 4-а голами став найкращим бомбардиром, також був визнаний найкращим гравцем молодіжного кубку КЕСАФА.